# Nikolai Krylov (marechal)
Nikolai Ivanovich Krylov (em russo: Никола́й Ива́нович Крыло́в; 29 de abril de 1903 – 9 de fevereiro de 1972) foi um marechal russo da União Soviética (desde 1962).

## Vida
Em agosto de 1942, Krylov foi nomeado Chefe do Estado Maior do 1º Exército de Guardas. Apenas alguns dias depois, ele foi convocado com urgência a Stalingrado e nomeado chefe de gabinete do 62º Exército, que lutou muitos meses de batalhas de rua na cidade durante a batalha de Stalingrado. Até a chegada do novo comandante em chefe Vasily Chuikov, ele comandou o exército na batalha pela cidade por mais de um mês. Lá ele se tornou um amigo próximo de Chuikov e também foi membro do Conselho Militar da Frente liderado por Nikita Khrushchev, que era seu superior.

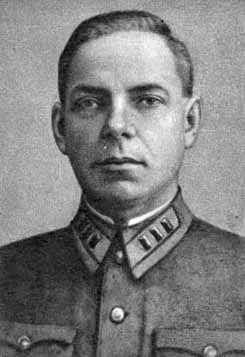
Nikolay Krylov (1940)

Após a vitória sobre a Alemanha, o 5º Exército em plena força foi transferido para o Extremo Oriente, onde passou a fazer parte da 1ª Frente do Extremo Oriente comandada pelo marechal Kirill Meretskov. Juntamente com Meretskov, Krylov deu um passo ousado contra o 3º Exército Japonês. Sob forte chuva e sem preparação de artilharia, unidades avançadas foram secretamente movidas através da fronteira e, em seguida, lançaram uma ofensiva repentina que destruiu grande parte das instalações japonesas e rompeu a linha defensiva da fronteira profundamente escalonada. Liderando a ofensiva, o exército de Krylov libertou as cidades e vilas de Muling, Linkou e Mudanjiang.
Pela derrota bem-sucedida dos grupos inimigos inimigos nesta operação, Krylov recebeu o título de Herói da União Soviética pela segunda vez.
Membro do Comitê Central do Partido Comunista da União Soviética desde 1961, foi promovido a Marechal da União Soviética em 1962. Comandou as Tropas de Mísseis Estratégicos de 1963 a 1972.
Em março de 1963, foi nomeado Comandante-em-Chefe das Forças de Foguetes Estratégicos. Ele foi o responsável por sua fundação, que teve que ser colocada em prontidão de combate em pouco tempo e cuja nova tecnologia teve que ser testada em cooperação com os projetistas. O desenvolvimento de forças de mísseis também foi acelerado pela Crise dos Mísseis de Cuba. Krylov, o projetista de mísseis Mikhail Yangel e vários outros especialistas concordaram que era necessário construir novas plataformas de lançamento subterrâneas e colocar novos complexos de mísseis em operação. Os deveres de Krylov também incluíam inspeções de todas as partes e departamentos das forças de mísseis. Ele também foi responsável pela construção de cidades militares onde viviam os militares e suas famílias.
Krylov morreu em 9 de fevereiro de 1972, aos 68 anos, apenas nove dias após a morte do marechal Matvei Zakharov. A urna contendo suas cinzas está enterrada na Muralha do Kremlin.